# John Griffiths (músic)
John Griffiths   (2 de desembre de 1952) és un músic i musicòleg especialitzat en música per a guitarra i instruments de pinçament primerenc, especialment la viola de mà i el llaüt. Ha investigat aspectes de la viola de mà espanyola del segle xvi, la seva història i la seva música. També ha tingut una carrera internacional com a lutista solista, viola de mà i guitarrista, i com a membre del grup pioner de música antiga australià La Romanesca. Després d'una carrera de trenta anys a la Universitat de Melbourne (1980–2011), ara treballa com a investigador i intèrpret autònom.

## Carrera
Griffiths es va graduar a la Universitat Monash de Melbourne (Austràlia) amb una llicenciatura en arts i un doctorat el 1984. Des de petit també va estudiar guitarra, inicialment amb el seu pare i després amb Susan Ellis, Sadie Bishop i Sam Dunn durant els seus anys escolars. Després d'acabar la llicenciatura, va continuar els seus estudis d'interpretació a Alemanya amb Siegfried Behrend i a Espanya amb José Luis Lopátegui. També va estudiar interpretació de llaüt i viola de mà a la Schola Cantorum Basiliensis amb Hopkinson Smith i Eugen M. Dombois. La seva tesi doctoral sobre la Vihuela Fantasia el va establir com un dels principals estudiosos de la primera música instrumental espanyola. Aquesta ha continuat sent una de les principals àrees de la seva recerca, juntament amb un treball més ampli sobre la música espanyola i sobre la música europea per a llaüt i instruments afins.
Des del 1980 fins al 2011, Griffiths va formar part del personal de la Facultat de Música (ara Conservatori de Música) de la Universitat de Melbourne, com a director de música antiga durant tot el període i com a cap de l'Escola de Música el 1991. Va ser nomenat catedràtic de música el 1995, i el 1996 va fundar l'Early Music Studio de la Universitat que va dirigir fins al juny de 2011. El 2007 també va establir la Lyrebird Press a la Universitat de Melbourne per continuar el llegat de Louise Hanson Dyer, la filantropa de Melbourne i mecenes de les arts que va fundar les Éditions de l'Oiseau-Lyre a París el 1932. Aquesta premsa continua publicant monuments de la música australiana dels segles XIX i XX, així com obres d'obscurs compositors europeus dels períodes renaixentista, barroc i clàssic. Des de juliol de 2011, és professor professor a l'Escola d'Idiomes i Lingüística de la Universitat de Melbourne. També és codirector del projecte Corpus des Luthistes del Centre d'Estudis Supérieures de la Renaissance de Tours, vicepresident de la Sociedad de la Vihuela a Espanya i president del grup d'estudis "Tablature in Western Music" de la Societat Musicològica Internacional. L'any 1993 va ser nomenat Oficial de l'Orde d'Isabel la Catòlica pel rei Joan Carles I d'Espanya.
Com a intèrpret, Griffiths ha aparegut arreu del món com a solista i com a membre del conjunt La Romanesca que va fundar el 1978 amb Hartley Newnham, Ros Bandt i Ruth Wilkinson. Acostuma a tractar moltes de les seves actuacions en solitari com una extensió del seu treball de recerca, i com una oportunitat per presentar obres recentment descobertes o noves interpretacions del repertori establert. Ha ensenyat durant molts anys a escoles d'estiu a Espanya, especialment al Festival Internacional de Guitarra de Còrdova, i al Festival Internacional de Música Antigua de Daroca.
Entre les seves publicacions hi ha noves edicions de les primeres fonts de música per a viola de mà i llaüt, estudis sobre interpretació, anàlisi musical, impressió de tabulatures en el renaixement i el paper dels instruments pinçats en la societat renaixentista. Ha col·laborat amb articles sobre la viola de mà i moltes àrees relacionades a les principals obres de referència The New Grove Dictionary of Music and Musicians, Die Musik in Geschichte und Gegenwart i el Diccionario de la Música Española e Hispanoamericana. Destaca especialment el seu treball sobre la vida i la música del violinista de mà Esteban Daza així com el seu treball sobre la impressió musical a Espanya.
En els honors del Dia d'Austràlia del 2019, Griffiths va ser nomenat membre de l'Orde d'Austràlia (AM) per "un servei important a l'educació musical com a acadèmic i musicòleg, i a les societats professionals".

## Discografia
- Monodies. La Romanesca. Move Records MD3044, 2005 [Part nova, reedició parcial de l'enregistrament de 1982]
- I am Music: works by Francesco Landini (c.1325–1397). The Ensemble of the Fourteenth Century, dirigit per J. Griffiths i J. Stinson. La música del segle xiv, vol. 2. MD3093. Move Records, 1997.
- The Echo of Orpheus: Vihuela Music of Renaissance Spain. Move Records MD 3092, 1995
- An Iberian Triangle: Music of Christian, Jewish and Moorish Spain before 1492. La Romanesca. Move Records MD 3114, 1992.
- Every Delight and Fair Pleasure:The Music of Northern Italy. The Ensemble of the Fourteenth Century, dirigit per J. Griffiths i J. Stinson. La música del segle xiv, vol. 2. MD3092. Move Records, 1991.
- Two Gentlemen of Verona. The Ensemble of the Fourteenth Century, dirigit per J. Griffiths i J. Stinson. La música del segle xiv, vol. 1. MD3091. Move Records, 1987.
- Medieval Monodies. La Romanesca. Move Records MS3044, 1982. Reeditat en disc compacte el 1988
- Love Lyrics and Romances of Renaissance Spain. La Romanesca. Move Records MS3034, 1980.